# Église Notre-Dame de Gramazie
L'église Notre-Dame de Gramazie est une église située à Gramazie, en France.

## Localisation
L'église est située sur la commune de Gramazie, dans le département français de l'Aude.

## Historique
L'Église (à l'exception de la chapelle Nord) a été inscrite au titre des monuments historiques en 1948.